# 一吻定情 (电影)
《一吻定情》（英語：Fall in Love at First Kiss），是2019年上映由兩岸合拍的華語电影。由王大陆、林允领衔主演，2019年2月14日于台灣、中国大陆、马来西亚、澳洲、南韩上映，並於2月28日在香港上映。

## 演员列表
| 演员姓名 | 角色名称 | 漫画原名   | 介绍 |
| 王大陆   | 江直树   | 入江直樹   | 潘達玩具公司原定繼承人，是許多女孩子心目中完美的夢中情人，但卻對任何女孩沒有絲毫的感覺，也不斷拒絕從小到大收過的任何情書或告白。不僅有帥氣的外表，也擁有同齡人無法擁有的睿智，膽識。原本是座冰山一樣冷酷的人。不會笑，不會發脾氣，找不到幸福的方法，覺得人生無趣。但遇見湘琴之後，變成了有情緒有脾氣的人，還會因為湘琴跟阿金的互動而吃醋。內斂成為了直樹對任何人的情愫表達方式，尤其對待湘琴。用這樣的愛來默默保護他心愛的人，是個可靠，成熟卻不失率真的人。因為太聰明，幾乎沒有任何事情能夠難得倒他，而覺得人生缺乏目標。湘琴的出現為直樹一向平靜無波的人生帶來了一連串脫軌的意外，而湘琴履敗履戰的無畏精神更讓從不知失敗是何物的直樹不解，而慢慢地對她產生了興趣。同時，他也受到湘琴單純的思考邏輯的影響，找到了從醫的人生目標。由於個性內斂自信，加上對母親一心撮合他和湘琴的舉止反彈，雖然心中喜歡湘琴，卻從不會表現出來，最後成為湘琴之丈夫。 |
| 林允     | 原湘琴   | 相原琴子   | 心地善良，個性憨厚直接、樂觀有耐性，但頭腦不好，對家事更是一竅不通。然而儘管笨手笨腳，常把事情搞砸，卻還是努力不懈地朝目標前進。高一開學典禮時就對代表新生致詞的直樹一見鍾情。高三時下定決心向直樹表白，卻被狠狠拒絕，才想說服自己別再喜歡直樹，沒料到父親和直樹的父親竟是多年好友，而父女兩人更在地震震垮新屋後，遷入江家。湘琴就此和直樹展開同住在一個屋檐下的新生活，而湘琴一顆純潔少女心又忍不住因此而陷落。雖然因為直樹冷漠的態度，加上自己的笨拙常為直樹帶來麻煩。而使得湘琴好幾次都想要放棄離開，但最後都因直樹態度上的些微轉變，而繼續鼓足勇氣邁進。直到湘琴以為直樹愛上紗繪，湘琴遭遇了兩難的決定，即使決心要放下這段感情，卻能不斷為了直樹，在醫院中擔任實習護士的工作，最後終於如願以償，嫁給直樹作為他的妻子。 |
| 陳柏融   | 金寶貝   | 池澤金之助 | 綽號：阿金，湘琴的同班同學，腦筋不太靈光，很會做菜，但運動神經發達。從高一就暗戀湘琴，最大心願是和湘琴結婚。為了能夠及早和湘琴攜手共創美麗家園，高中畢業後沒有再升學，白天在學校餐廳工作。 |
| 蔡思韵   | 宮紗繪   | 松本丽子   | 富家千金，達泉的继承人，A班才女，被認為是江直樹的絕配，很喜歡直樹。打心眼裡瞧不起F班的學生，但自從湘琴出現後，她發現了直樹漸漸在改變，察覺到了危機。 |
| 邰智源   | 原有才   | 相原重雄   | 約40~45歲，原湘琴的父親。「幸福小館」餐廳的老闆，做菜手藝一流，和直樹的父母親是國中時的好朋友。早年喪妻後獨自扶養湘琴長大，對湘琴做菜、家事樣樣不行耿耿於懷，認為是自己沒把她教好。 |
| 李銘順   | 江萬利   | 入江重樹   | 約40~45歲，江直樹、江裕樹的父親，潘達玩具公司的老闆，個性和善慈祥、有義氣。一心希望直樹能進入自己的母校臺大就讀，畢業後繼承自己的公司。 |
| 鍾麗緹   | 阿利嫂   | 入江紀子   | 約40~45歲，江直樹、江裕樹的母親，家庭主婦，個性有些無厘頭、喜歡熱鬧、極愛拍照。和湘琴十分投緣，所以用盡一切手段想撮合湘琴和直樹。常常偽裝到直樹的學校去探聽直樹和湘琴的情況，或散布兩人在一起的消息，不過她的偽裝常被其他人看穿。阿利嫂明白直樹為未來可能接手潘達的壓力，因此打從心底希望直樹能快樂，也感謝湘琴讓直樹改變了很多。 |
| 蔡頤榛   | 李美     | 石川理美   | 湘琴的同班同學兼好姊妹，高中畢業後和湘琴一起升上幼保系。超愛打扮和化粧，相當注意時尚潮流，在學校裡的時間幾乎都在塗指甲，生命的意義在做一個賢淑的妻子和依偎男人身旁的小女生。雖然偶爾會見色忘友，但在湘琴受委屈時，她和留農會勇敢挺身指責直樹。不過通常話一說完就會趕緊落荒而逃，十足的小女人。 |
| 鄭茵聲   | 小森     | 小森じん子 | 湘琴的同班同學兼好姊妹，高中畢業後和湘琴一起升上幼保系。個性大方，很有男子氣概，說話大聲，動作粗暴，很有個性和想法，常提醒湘琴，不怕她生氣，後來和音樂怪人交往。 |
| 董芷涵   | 馬玫瑰   |            | 江直樹粉絲站的站姊、直樹護衛隊帶領人，因為連續留級淪為原湘琴和江直樹的學妹，為了能與江直樹同作為A班的學生而重考三年。高中時期認為原湘琴笨手笨腳，有時候還會帶頭與護衛隊其他女同學嘲笑原湘琴對江直樹的心意。在畢業後同於醫院裡擔任實習護士工作，後來逐漸對湘琴敞開心胸，甚至還會用通訊軟件向江直樹報告原湘琴在醫院裡實習的狀況。 |
| 許展榮   | 阿銅     |            | 湘琴的同班同學，金寶貝的好兄弟，稱呼金寶貝為「老大」。 |
| 許展瑞   | 阿銀     |            | 湘琴的同班同學，金寶貝的好兄弟，稱呼金寶貝為「老大」。 |
| 楊子儀   | 特助     |            | 江万利的助理 |
| 浩 子    | F班老師  |            | 原湘琴的班導師 |
| 陳威仁   | 同班同學 |            | |
| 趙自強   | 教務主任 |            | 高中的教務主任 |
| 李玉璽   | 理工宅男 |            | |
| 郭書瑤   | 護士長   |            | |
| 鍾欣凌   | 女僕     |            | 江直樹家的女僕。 |
| 張立東   | 司機     |            | |
| 簡廷芮   | 女學生   |            | |
| 大文     | 女學生   |            | |
| 王宗禮   | 江裕樹   |            | 江直樹弟弟，原湘琴的小惡魔。 |

## 电影歌曲
| 曲序 | 曲目                           |                                     | 作曲                    | 演唱             |
| ---- | ------------------------------ | ----------------------------------- | ----------------------- | ---------------- |
| 1.   | 真的傻（追愛版主题曲）         | 吳易緯                              | Jerry C                 | 徐佳莹           |
| 2.   | 一百个不喜欢你的方法（推广曲） | 高航、周子琰                        | 周子琰                  | 房东的猫         |
| 3.   | 心跳的证明（心动版主题曲）     | 余一霞/侯志堅/高敏倫eMMa Kao/林冠吟 | 高敏倫eMMa Kao/侯志堅   | 刘人语           |
| 4.   | I Belong To You（插曲）        | 盧苑儀Vivien Loh                    | 盧苑儀Vivien Loh/侯志堅 | 郭書瑤           |
| 5.   | Last Goodbye（插曲）           | 盧苑儀Vivien Loh                    | 盧苑儀Vivien Loh        | 盧苑儀Vivien Loh |
| 6.   | New Day（插曲）                | 盧苑儀Vivien Loh                    | 盧苑儀Vivien Loh        | 盧苑儀Vivien Loh |

## 票房
台灣方面，首週四天票房為新台幣627萬元；次週票房累計至新台幣1280萬元；第三週票房累計至新台幣2121萬元；第四週票房累計至新台幣2353萬元。
南韓方面，創造42萬觀影人次，成為韓國影史華語電影的票房冠軍。

## 外部連結
- 一吻定情的新浪微博
- 互联网电影数据库（IMDb）上《一吻定情》的资料（英文）
- 爛番茄上《一吻定情》的資料（英文）
- Box Office Mojo上《一吻定情》的資料（英文）
- 開眼電影網上《一吻定情》的資料（繁體中文）
- Yahoo奇摩電影上《一吻定情》的資料（繁體中文）
- 雅虎香港電影上《一吻定情》的資料（繁體中文）
- 时光网上《一吻定情》的資料（简体中文）
- 豆瓣电影上《一吻定情》的資料 （简体中文）